# Verfassungsschutz Brandenburg
Der Verfassungsschutz Brandenburg ist die brandenburgische Landesbehörde für Verfassungsschutz. Sie ist organisatorisch eine Abteilung des Ministeriums des Innern und für Kommunales des Landes Brandenburg und damit keine eigenständige Behörde wie in anderen Bundesländern. Der Sitz ist in Potsdam.

## Geschichte
Der Verfassungsschutz Brandenburg wurde nach dem Ende der DDR im Jahr gegründet. Der spätere BND-Präsident Ernst Uhrlau koordinierte ab 1991 den Aufbau der Behörde. Im Jahr 1993 verabschiedete der Brandenburger Landtag das Landesverfassungsschutzgesetz. Im April 2023 feierte der Verfassungsschutz mit einem Fachsymposium in der Investitionsbank des Landes Brandenburg sein 30-jähriges Bestehen.

## Organisation
Der Brandenburger Verfassungsschutz gliedert sich als Abteilung 5 des Ministeriums des Innern und für Kommunales in folgende acht Referate:
- Referat 51 – Zentrale Dienste, Geheimschutzbeauftragter, G 10, Laufbahnordnungsbehörde Verfassungsschutz
- Referat 52 – Prävention, Öffentlichkeitsarbeit, Verfassungsschutz durch Aufklärung, Deradikalisierung und Ausstieg aus dem Extremismus
- Referat 53 – Observation, nachrichtendienstliche Technik
- Referat 54 – Beschaffung Politischer Extremismus, Ermittlung
- Referat 55 – Auswertung Rechtsextremismus und Mitwirkung
- Referat 56 – Sicherheit und Spionageabwehr, SPOC Desinformation
- Referat 57 – Bekämpfung des politischen Extremismus im Cyberraum und Technische Analyseunterstützung
- Referat 58 – Auswertung Islamismus, Linksextremismus, Auslandsbezogener Extremismus, Reichsbürger und Selbstverwalter, Verfassungsschutzrelevante Delegitimierung des Staates

Im Haushaltsjahr 2024 verfügte der Verfassungsschutz Brandenburg über 153 Mitarbeiter. Davon waren 100 männlich (66 Prozent) und 53 weiblich (34 Prozent). 30 Beschäftigte arbeiteten im höheren Dienst, 91 im gehobenen Dienst und 32 im mittleren Dienst. Im genannten Haushaltsjahr stand der Behörde ein Sachmittelbudget von zwei Millionen Euro zur Verfügung. Zur Aufklärung in Sozialen Netzwerken setzt sie insgesamt 287 verdeckt Accounts ein (Stand: Mai 2025).

## Leiter
| Zeitraum                            | Name                | Bemerkung |
| ----------------------------------- | ------------------- | --- |
| 1991–1996                           | Wolfgang Pfaff      | Vor seiner Zeit beim Verfassungsschutz ab 1979 als Bundesanwalt mit Terrorismusbekämpfung befasst |
| 1996 – Oktober 1998                 | Hans-Jürgen Förster | 2000–2008 ständiger Vertreter des Leiters der Abteilung Innere Sicherheit im Bundesministerium des Innern. Ab 2008 Bundesanwalt beim BGH. Will im Rahmen des NPD-Verbotsverfahrens Ralf Wohlleben auf einer Liste mit V-Leuten gesehen haben. |
| November 1998 – Oktober 1999        | Hasso Lieber        | Wurde von damaligen Innenminister des Landes Brandenburg, Jörg Schönbohm in den einstweiligen Ruhestand versetzt. Lieber wurde im Jahr 2007 zum Berliner Justizstaatssekretär berufen.                                                        |
| 15. Januar 2000 – Dezember 2004     | Heiner Wegesin      | Er arbeitete seite 1988 für das Bundesamt für Verfassungsschutz und ab 1994 im Bundeskanzleramt als Referent. Vom Frühjahr 2006 bis zum Juli 2011 war er Abteilungsleiter beim Bundesnachrichtendienst                                        |
| 31. Dezember 2004 – 31. Mai 2013    | Winfriede Schreiber | Ehemalige Polizeipräsidentin von Frankfurt (Oder) |
| 1. Juni 2013 – Ende 2017            | Carlo Weber         | Ehemaliger Leitender Oberstaatsanwalt in Frankfurt (Oder) |
| 1. Februar 2018 – 19. Dezember 2019 | Frank Nürnberger    | Ehemaliger Leiter der Zentralen Ausländerbehörde Brandenburgs |
| 10. Februar 2020 – 6. Mai 2025      | Jörg Müller         | Diplom-Verwaltungswirt, der zuvor im Brandenburger Innenministerium tätig war |
| seit 14. Juli 2025                  | Wilfried Peters     | Ehemaliger Vizepräsident des Verwaltungsgerichts Berlin |

## Bekannte V-Leute
- Toni Stadler war am Druck des Booklets zur CD Ran an den Feind der Musikgruppe Landser beteiligt, welche im März 2005 vom Bundesgerichtshof als kriminelle Vereinigung erklärt wurde.[26][27]
- Carsten Szczepanski[28][29]